# Thanh An, Minh Long
Thanh An là một xã thuộc huyện Minh Long, tỉnh Quảng Ngãi, Việt Nam.
Xã Thanh An có diện tích 37,94 km², dân số năm 2019 là 3.560 người, mật độ dân số đạt 94 người/km².